# Nicolás Pareja
Nicolás Martín Pareja (* 19. Januar 1984 in Buenos Aires) ist ein ehemaliger argentinischer Fußballspieler.

## Karriere

### Verein
Pareja begann seine Profikarriere 2004 bei den Argentinos Juniors in der höchsten argentinischen Spielklasse. 2006 wechselte er nach Belgien zum RSC Anderlecht, wo er den zum Hamburger SV gewechselten Vincent Kompany ersetzen sollte. Mit Anderlecht gewann er in seiner ersten Saison den belgischen Meistertitel, dessen Verteidigung in der folgenden Saison misslang. Dafür konnte zu Saisonbeginn bereits der belgische Supercup gewonnen werden, zudem schlug man im Mai 2008 KAA Gent im Pokalfinale mit 3:2.
Im August 2008 wechselte er für fünf Millionen Euro zum spanischen Erstligisten Espanyol Barcelona, wo er einen Vertrag bis 2012 unterschrieb.
Nach zwei Jahren endete für den Spieler seine Station bei Espanyol Barcelona, da Spartak Moskau im Jahr 2010 ihn für eine Ablöse von zehn Millionen Euro unter Vertrag nahm. Bei seinem neuen Verein absolvierte der Innenverteidiger 47 Spiele und erzielte vier Tore. Nach drei erfolgreichen Jahren wechselte Pareja zurück in die Spanische La Liga zum FC Sevilla. Der FC Sevilla zahlte für ihren neuen Verteidiger eine Ablöse 2,50 Mio.€. Beim spanischen Erstligisten absolvierte Nicolas Martin Pareja 85 Spiele, ehe er 2018 nach Mexiko zu Atlas Guadalajara wechselte und dort 2019 seine Karriere aufgrund einer Kreuzbandverletzung beendete.

### Nationalmannschaft
Pareja war Teil der siegreichen argentinischen Auswahl beim olympischen Fußballturnier 2008 in China. Sein einziges Länderspiel für die argentinische A-Nationalmannschaft bestritt er am 17. November 2010, beim 1:0-Sieg gegen Brasilien.

## Erfolge
- UEFA-Europa-League-Sieger: 2014, 2015, 2016
- Belgischer Meister: 2006/07
- Belgischer Pokalsieger: 2007/08
- Belgischer Supercupsieger: 2007
- Olympiasieger: 2008